# Rhyacophila asahiensis
Rhyacophila asahiensis är en nattsländeart som beskrevs av Kobayashi 1976. Rhyacophila asahiensis ingår i släktet Rhyacophila och familjen rovnattsländor. Inga underarter finns listade i Catalogue of Life.